# Centro para Ciência e Cultura
O Centro para Ciência e Cultura (Center for Science and Culture em inglês), anteriormente conhecido como Centro para a Renovação da Ciência e Cultura (Center for the Renewal of Science and Culture, em inglês), faz parte do Discovery Institute, um think tank conservador cristão baseado nos Estados Unidos. O centro realiza lobbying para a inclusão do design inteligente (uma reformulação do criacionismo) no currículo de ciências de escolas públicas como uma explicação para as origens da vida e do universo ao mesmo tempo em que lança dúvidas sobre a teoria da evolução ao representá-la como uma "teoria em crise"
A posição do Centro é rejeitada pela maioria esmagadora da comunidade científica que considera o design inteligente uma pseudociência e a teoria da evolução como uma teoria científica amplamente aceita através do consenso científico.
O Centro para Ciência e Cultura possui a posição de facto de hub do movimento do design inteligente. Praticamente todos os principais defensores do design inteligente são ou assessores do centro, oficiais, ou fellows. Stephen C. Meyer, um fellow do Discovery Institute é o fundador do centro, e serve como Fellow Sênior e Diretor do Programa, e Phillip E. Johnson é o Assessor do Programa. Johnson é normalmente apresentado como o pai do movimento e o arquiteto da Estratégia da cunha e da campanha Ensine a controvérsia, também como da Emenda Santorum.